# Eric Appiah
Eric Appiah (8 mei 2001) is een Ghanees voetballer die sinds 2021 onder contract ligt bij FK Metalac. Appiah is een aanvaller die het liefst als rechtsbuiten speelt.

## Clubcarrière
Op 22 augustus 2020 maakte Audoor zijn profdebuut voor Club NXT, het beloftenelftal van Club Brugge dat in het seizoen 2020/21 debuteerde in Eerste klasse B: tegen RWDM kreeg hij een basisplaats van trainer Rik De Mil. Appiah speelde in het seizoen 2020/21 uiteindelijk vijftien wedstrijden in Eerste klasse B. Hij slaagde er echter niet in om door te stromen naar het eerste elftal van Club Brugge.
In oktober 2021 ondertekende Appiah een driejarig contract bij de Servische eersteklasser FK Metalac.

## Clubstatistieken
| Seizoen         | Club            | Land            | Competitie      | Competitie | Competitie | Beker | Beker | Supercup | Supercup | Europees | Europees | Totaal | Totaal |
| Seizoen         | Club            | Land            | Competitie      | Wed.       | Dlp.       | Wed.  | Dlp.  | Wed.     | Dlp.     | Wed.     | Dlp.     | Wed.   | Dlp.   |
| --------------- | --------------- | --------------- | --------------- | ---------- | ---------- | ----- | ----- | -------- | -------- | -------- | -------- | ------ | ------ |
| 2020/21         | Club NXT        | Vlag van België | Eerste klasse B | 15         | 0          | —     | —     | —        | —        | —        | —        | 15     | 0      |
| 2021/22         | FK Metalac      | Vlag van Servië | Superliga       | 2          | 0          | 0     | 0     | —        | —        | —        | —        | 2      | 0      |
| Carrière totaal | Carrière totaal | Carrière totaal | Carrière totaal | 17         | 0          | 0     | 0     | 0        | 0        | 0        | 0        | 17     | 0      |

Bijgewerkt op 17 november 2021.

## Interlandcarrière
Appiah won in 2021 met Ghana de Afrika Cup onder 20.